# IHeartRadio Music Awards
Gli iHeartRadio Music Awards sono un premio musicale internazionale organizzato a partire dal 2014 da iHeartRadio, dove i premi vengono assegnati in base al successo ottenuto sulle stazioni radiofoniche della medesima piattaforma.

## Lista delle cerimonie
| Anno | Data          | Sede                                       | Luogo                                      | Presentatore               | Emittente televisiva | Sponsorizzazione principale | Fonte  |
| ---- | ------------- | ------------------------------------------ | ------------------------------------------ | -------------------------- | -------------------- | --------------------------- | ------ |
| 2014 | 1 maggio      | Shrine Auditorium                          | Los Angeles                                | Nessun presentatore        | NBC                  | iHeartMedia, Inc.           | [ 2 ]  |
| 2015 | 29 marzo      | Shrine Auditorium                          | Los Angeles                                | Jamie Foxx                 | TBS TNT TruTV        | iHeartMedia, Inc.           | [ 3 ]  |
| 2016 | 3 aprile      | The Forum                                  | Inglewood                                  | Jason Derulo               | TBS TNT TruTV        | iHeartMedia, Inc.           | [ 4 ]  |
| 2017 | 5 marzo       | The Forum                                  | Inglewood                                  | Ryan Seacrest              | TBS TNT TruTV        | iHeartMedia, Inc.           | [ 5 ]  |
| 2018 | 11 marzo      | The Forum                                  | Inglewood                                  | DJ Khaled e Hailey Baldwin | TBS TNT TruTV        | iHeartMedia, Inc.           | [ 6 ]  |
| 2019 | 14 marzo      | Microsoft Theater                          | Los Angeles                                | T-Pain                     | Fox                  | iHeartMedia, Inc.           | [ 7 ]  |
| 2020 | 4-7 settembre | virtuale; varie location degli Stati Uniti | virtuale; varie location degli Stati Uniti | Nessun presentatore        | iHeartRadio          | iHeartMedia, Inc.           | [ 8 ]  |
| 2021 | 27 maggio     | Dolby Theatre                              | Los Angeles                                | Usher                      | Fox                  | iHeartMedia, Inc.           | [ 10 ] |
| 2022 | 22 marzo      | Shrine Auditorium                          | Los Angeles                                | LL Cool J                  | Fox                  | iHeartMedia, Inc.           | [ 11 ] |
| 2023 | 27 marzo      | Dolby Theatre                              | Los Angeles                                | Lenny Kravitz              | Fox                  | iHeartMedia, Inc.           | [ 12 ] |
| 2024 | 1º aprile     | Dolby Theatre                              | Los Angeles                                | Ludacris                   | Fox                  | iHeartMedia, Inc.           | [ 13 ] |
| 2025 | 17 marzo      | Dolby Theatre                              | Los Angeles                                | LL Cool J                  | Fox                  |                             | [ 14 ] |

## Categorie dei premi

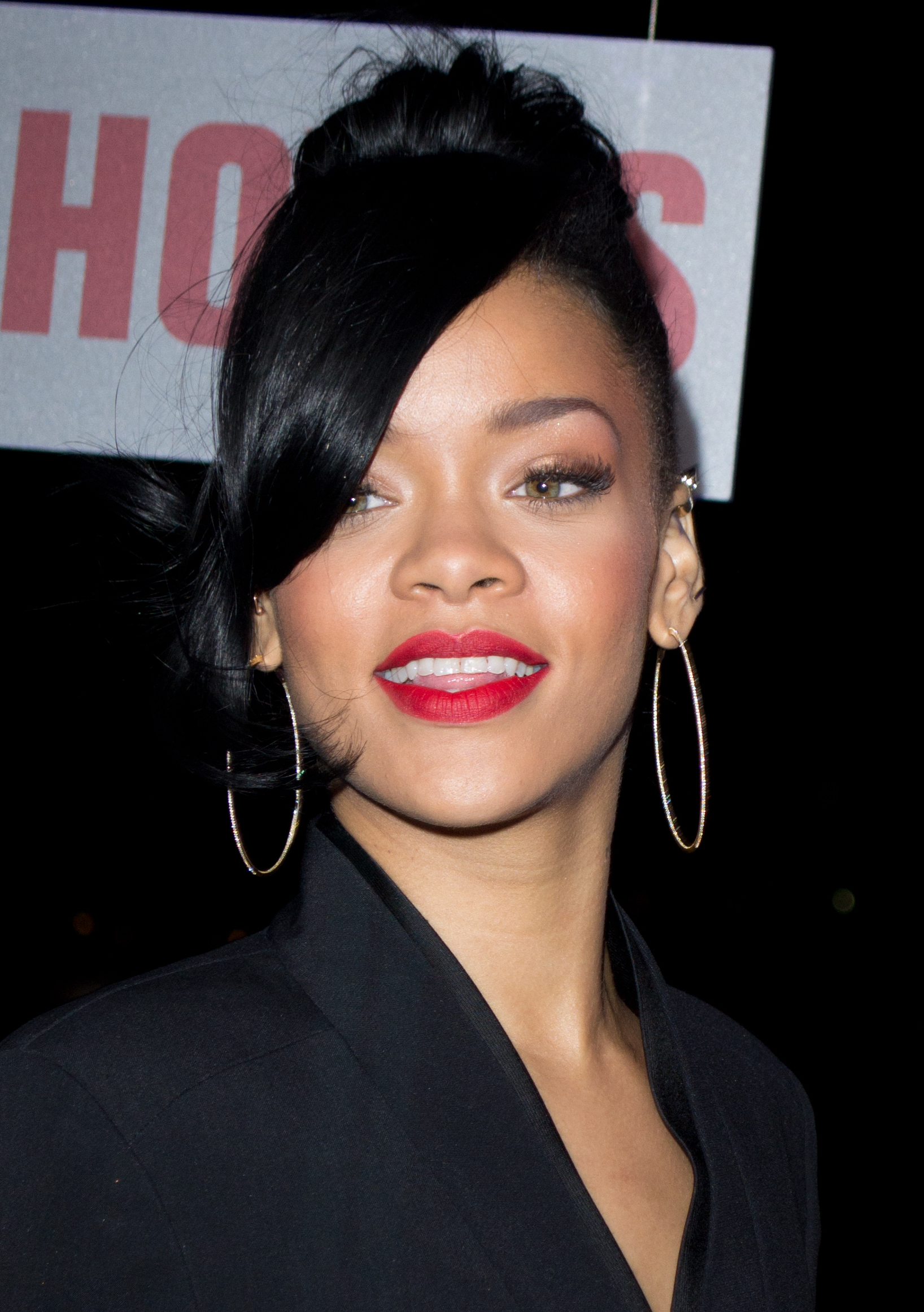
Rihanna, vincitrice del premio Artista dell'anno della prima edizione

### Premi attivi
- Canzone dell'anno
- Artista dell'anno (2014–2015; 2023–presente)
- Miglior duo/gruppo dell'anno
- Miglior video musicale
- Miglior collaborazione
- Miglior tournée
- Album pop dell'anno
- Miglior nuovo artista pop
- Artista alternative rock dell'anno
- Canzone alternative rock dell'anno
- Album alternative rock dell'anno
- Artista rock dell'anno
- Canzone rock dell'anno
- Album rock dell'anno
- Miglior nuovo artista rock/alternativo
- Canzone country dell'anno
- Album country dell'anno
- Artista country dell'anno
- Miglior nuovo artista country
- Canzone dance dell'anno
- Album dance dell'anno
- Artista dance dell'anno
- Canzone hip hop dell'anno
- Artista hip hop dell'anno
- Miglior nuovo artista hip hop
- Canzone R&B dell'anno
- Album R&B dell'anno
- Artista R&B dell'anno
- Miglior nuovo artista R&B
- Canzone latina dell'anno
- Album latino dell'anno
- Artista latino dell'anno
- Miglior nuovo artista latino
- Artsta k-pop dell'anno
- Canzone k-pop dell'anno
- Miglior nuovo artista k-pop

### Premi passati
- Artista femminile dell'anno (2016–2022)
- Artista maschile dell'anno (2016–2022)
- Miglior nuovo artista (2014–2017)
- Miglior canzone in un film (2016–2017)
- Miglior band Underground Alternative (2017)
- Album dell'anno messicano (2017)
- Album dell'anno (2016)
- Biggest Triple Threat (2016)
- Miglior momento memorabile (2016)
- Artista dell'anno (2014–2015)
- Canzone R&B/Hip hop dell'anno (2014–2015)
- Canzone EDM (electronic dance music) dell'anno (2014)
- Renegade (2015)
- Instagram Award (2014)
- Miglior nuovo artista messicano (2017–2018)
- Miglior boy band (2018)
- Miglior remix (2018)

## Premi speciali

### iHeartRadioInnovator Award
Questo premio è assegnato agli artisti per il loro contributo alla cultura pop.
- 2014: Pharrell Williams[16]
- 2015: Justin Timberlake[17]
- 2016: U2[18]
- 2017: Bruno Mars[19]
- 2018: Chance The Rapper[20]
- 2019: Alicia Keys[21]
- 2020—2022: non assegnato
- 2023: Taylor Swift[22]
- 2024: Beyoncé[23]

### iHeartRadioIcon Award
- 2018: Bon Jovi[20]
- 2019—2020: non assegnato
- 2021: Elton John[24]
- 2022: Jennifer Lopez[25]
- 2023: Pink[26]
- 2024: Cher[27]

### Artista del decennio
- 2019: Garth Brooks[21]

### Fangirls Award
- 2018: Camila Cabello[20]
- 2019: Halsey[21]

### Giovane influencer (Young Influencer)
- 2014: Ariana Grande[28]

### Trailblazer Award
- 2022: Megan Thee Stallion[29]

## Artista con maggior numero di vittorie e nomination
Vittorie (aggiornato all'edizione del 2024)
|         | Primo        | Secondo | Terzo | Quarto           | Quinto                          |
| ------- | ------------ | ------- | ----- | ---------------- | ------------------------------- |
| Artista | Taylor Swift | Drake   | BTS   | The Chainsmokers | Harry Styles, Twenty One Pilots |
| Totale  | 25           | 13      | 12    | 10               | 9                               |

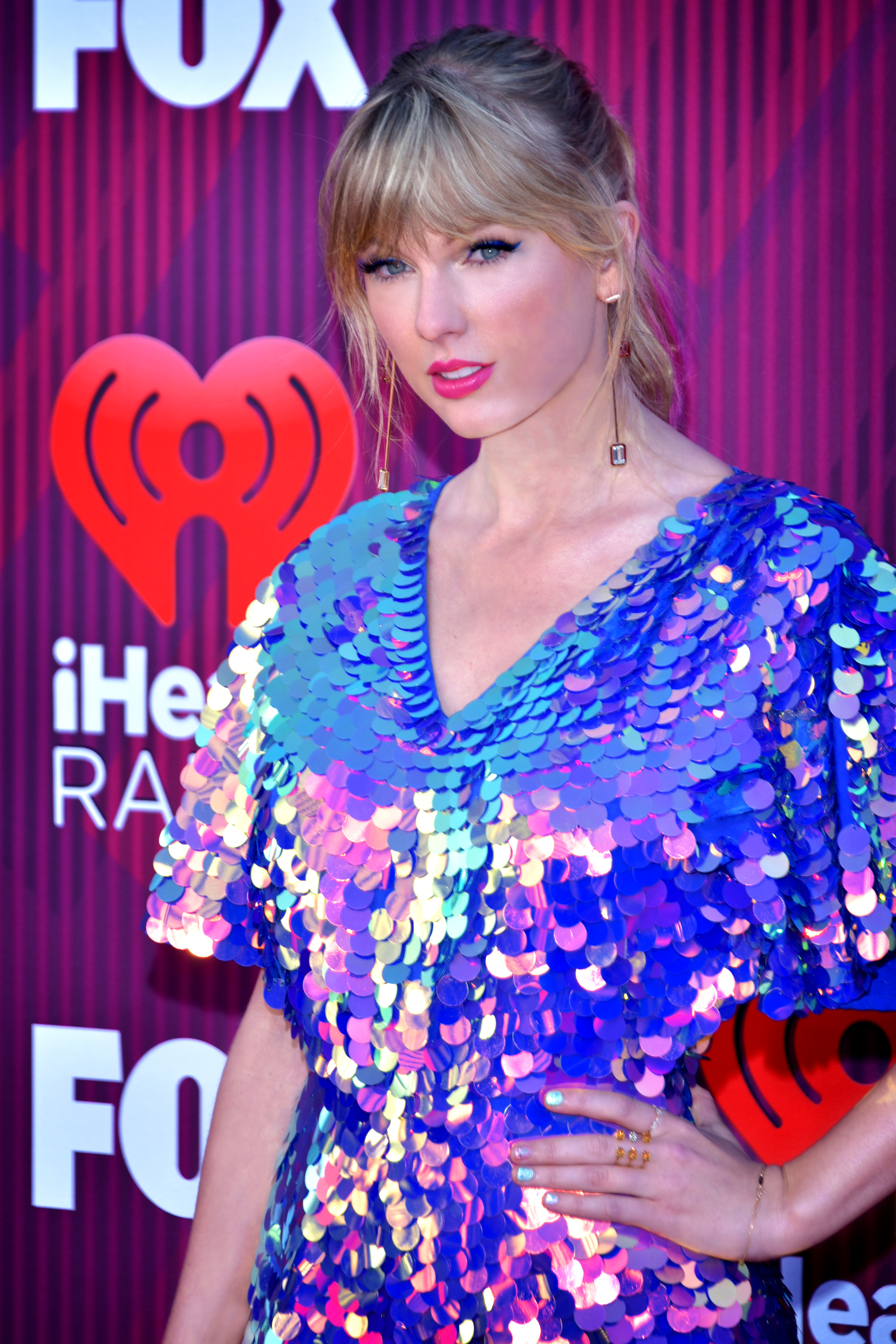
Taylor Swift attualmente è l'artista ad avere vinto più premi e ad aver ricevuto più nomination

Nomination (aggiornato all'edizione del 2024)
|         | Primo        | Secondo | Terzo         | Quarto        | Quinto/sesto |
| ------- | ------------ | ------- | ------------- | ------------- | ------------ |
| Artista | Taylor Swift | Drake   | Justin Bieber | Ariana Grande | Rihanna      |
| Totale  | 53           | 48      | 41            | 35            | 30           |

## Esibizioni
| Anno | Cantanti (in ordine cronologico) |
| ---- | --- |
| 2014 | - Pitbull (featuring G.R.L.) - Luke Bryan - Bastille - Ed Sheeran - Ariana Grande - Usher - Kendrick Lamar - Thirty Seconds to Mars - Shakira - Blake Shelton - Arcade Fire - Pharrell Williams                                                          |
| 2015 | - Iggy Azalea e Jennifer Hudson - Nick Jonas - Florida Georgia Line - Meghan Trainor - Kelly Clarkson - Rihanna - Sam Smith - Jason Aldean - Madonna e Taylor Swift - Jason Derulo - Jamie Foxx e Chris Brown - Nate Ruess - Snoop Dogg e Charlie Wilson |
| 2016 | - Jason Derulo - Justin Bieber - Meghan Trainor - Fetty Wap - Pitbull - Chris Brown - Demi Lovato e Brad Paisley - DNCE e Nile Rodgers - G-Eazy (featuring Bebe Rexha) - Maroon 5 - ZAYN - The Weeknd - Iggy Azalea                                      |
| 2017 | - Katy Perry (featuring Skip Marley) - Big Sean - Noah Cyrus e Labrinth - Ed Sheeran - The Chainsmokers e Chris Martin - Thomas Rhett - Shawn Mendes - Bruno Mars                                                                                        |
| 2018 | - Cardi B & G-Eazy - Ed Sheeran - Camila Cabello (featuring Young Thug) - Maroon 5 - Eminem (featuring Kehlani) - Bon Jovi - Charlie Puth - N.E.R.D |
| 2019 | - Halsey (featuring Travis Barker & Yungblud) - Kacey Musgraves e Chris Martin - Marshmello e Lauv - Lovelytheband - Ella Mai - John Legend - Backstreet Boys - Alicia Keys - Ariana Grande - Garth Brooks                                               |
| 2020 | — |
| 2021 | - The Weeknd & Ariana Grande - Dan + Shay - Bruno Mars & Anderson .Paak - H.E.R., Brandi Carlile & Demi Lovato - Doja Cat - Usher |
| 2022 | - LL Cool J - Jennifer Lopez - Megan Thee Stallion - Jason Aldean - John Legend - Charlie Puth - Måneskin |
| 2023 | - Pink - Pat Benatar, Neil Giraldo & Kelly Clarkson - Coldplay - Cody Johnson - Jax - Lenny Kravitz - Latto - Muni Long - Keith Urban - Giovannie and the Hired Guns                                                                                     |
| 2024 | - Justin Timberlake - Green Day - Tate McRae - Jelly Roll & Lainey Wilson - TLC & Latto - Jennifer Hudson & Cher - Ludacris & T-Pain |